# François II de Rohan
Pour les articles homonymes, voir François II.
François II de Rohan, né à Paris en 1480, fils de Pierre de Rohan et de Françoise de Penhoüet, mort à Paris le 13 octobre 1536, est évêque d'Angers de 1499 à 1532 et  archevêque de Lyon de 1501 à 1536. Il est inhumé dans la nef de l'église primatiale de Lyon.
Sa famille le fait rentrer dans les ordres et il est nommé abbé de Saint-Aubin d'Angers. Le pape Alexandre VI le nomme ensuite administrateur du diocèse d'Angers, puis, par dispense d'âge, évêque d'Angers après le décès de Jean de Rély. Il est ensuite nommé archevêque de Lyon le 13 février 1501 pour succéder à André d'Espinay décédé, tout en conservant son diocèse d'Angers. Il préside le concile de Tours convoqué en 1510 par Louis XII, et participe au concile de Pise (1511).
Il laisse la réputation d'un prélat de grand mérite. À Lyon, il accomplit en 1506 une visite générale de son diocèse pour en prendre la mesure. À la suite, il reprend les statuts synodaux et fait réviser l'antiphonaire et le graduel pour unifier la liturgie. Sensible à la question des déviances doctrinales, il organise en 1528 un concile provincial pour condamner les innovations de Luther et travailler aux bonnes mœurs de son clergé. Comme le concile de Bourges, tenu la même année, celui de Lyon avait aussi pour but de collecter les décimes pour la rançon des fils de François Ier, retenus comme otages en Espagne pour garantir l'application du traité de Madrid (1526). 